# Crocetina
La crocetina és un carotenoide àcid dicarboxílic natural trobat a les flors del safrà (Crocus sativus L.).
L'estructura química de la crocetina és el cos central de la crocina l'altre compost responsable del color del safrà
La crocetina forma cristalls de color vermella rajola.